# Mengen (langue)
Pour les articles homonymes, voir Mengen (homonymie).
Le mengen (ou poeng) est une des langues ngero-vitiaz, parlée par 8 400 locuteurs, dans la province de Nouvelle-Bretagne orientale, dans le district de Pomio, la baie Jacquinot et l'intérieur des terres (20 villages). Ses dialectes comprennent : Mengen de la côte nord (Maeng), Mengen de la côte sud (Poeng), Bush Mengen (Inland Mengen, Longueinga). Quelques linguistes séparent le poeng (mengen 1 et bush mengen) du maeng (mengen 2, orford et maenge) en deux langues séparées.